# Daan Monjé
Daniël (Daan) Monjé (Amsterdam, 24 oktober 1925 – Rotterdam, 1 oktober 1986) was een Nederlands politicus en activist. Monjé, van beroep pijpfitter in de Rotterdamse haven, was medeoprichter van zowel de SP als de directe voorloper daarvan, de KEN.

## Biografie
Monjé werd samen met zijn kameraad Nico Schrevel in 1966 uit de CPN gezet wegens al te openlijke sympathie voor Mao. Monjé en Schrevel hadden toen al het Marxistisch-Leninistisch Centrum Rotterdam opgericht, in 1965 hernoemd tot Marxistisch-Leninistisch Centrum Nederland. Hiermee probeerden ze van buitenaf de CPN en individuele leden van die partij te beïnvloeden om voor het maoïsme te kiezen.
Vanaf 1967 werd de koers om de CPN te beïnvloeden verlaten en werden de pijlen gericht op de vorming van een eigen politieke partij. Dit werd de in 1970 opgerichte Kommunistiese Eenheidsbeweging Nederland (KEN of KEN(ml)). In 1971 splitsten de wegen van Schrevel en Monjé zich na een ideologisch meningsverschil. Monjé en een aantal volgelingen (waaronder Jan Marijnissen) vormden de KPN/ML, die een jaar later hernoemd zou worden tot Socialistiese Partij. Hans van Hooft werd voorzitter van de nieuwe partij. Op de achtergrond had Monjé als organisatie-secretaris en penningmeester echter de leiding over de SP. Hij zou deze positie behouden tot zijn overlijden. De SP wist in deze periode nog niet door te dringen tot de Tweede Kamer, maar was wel vertegenwoordigd in een aantal gemeenteraden, onder andere in Nijmegen en Oss. In de opbouw van de SP speelde Monjé een belangrijke rol. Zijn zakelijke en organisatorische talent zorgde ervoor dat de SP ondanks haar marginale grootte een goed gevulde partijkas had, waarmee allerlei acties konden worden bekostigd.
In de laatste jaren van zijn leven brokkelde de macht van Monjé langzaam af. Een twistpunt tussen hem en andere leden van het partijbestuur was de Britse mijnwerkersstaking van 1984/85. Er ontstond een debat in de partij over steun aan de mijnwerkers, tegen de zin van Monjé, die vond dat de SP onvoorwaardelijk achter de stakers moest staan. Tegen de wil van het bestuur kocht Monjé voedselpakketten, die hij naar Engeland stuurde. Voordat het conflict in de partij kon worden opgelost, werd hij ernstig ziek. In oktober 1986 overleed Daan Monjé op zestigjarige leeftijd. Zijn begrafenis op de Algemene Begraafplaats Hofwijk te Rotterdam werd bijgewoond door honderden kameraden uit de CPN, KEN en SP.